# Djuptjärnen (Björna socken, Ångermanland)
Djuptjärnen är en sjö i Örnsköldsviks kommun i Ångermanland och ingår i Gideälvens huvudavrinningsområde. Sjön har en area på 0,249 kvadratkilometer och ligger 236 meter över havet.

## Delavrinningsområde
Djuptjärnen ingår i det delavrinningsområde (708780-163002) som SMHI kallar för Utloppet av Djuptjärnen. Medelhöjden är 241 meter över havet och ytan är 1,52 kvadratkilometer. Det finns inga avrinningsområden uppströms utan avrinningsområdet är högsta punkten. Vattendraget som avvattnar avrinningsområdet har biflödesordning 2, vilket innebär att vattnet flödar genom totalt 2 vattendrag innan det når havet efter 93 kilometer. Avrinningsområdet består mestadels av skog (83 procent). Avrinningsområdet har 0,25 kvadratkilometer vattenytor vilket ger det en sjöprocent på 16,4 procent.